# Малая Ижора
Ма́лая Ижо́ра (фин. Tieriikola) — деревня в Пениковском сельском поселении Ломоносовского района Ленинградской области.

## История
На карте Ингерманландии А. И. Бергенгейма, составленной по шведским материалам 1676 года, обозначена как деревня Terikola.
Селение Ижора упоминается на карте Санкт-Петербургской губернии Я. Ф. Шмидта 1770 года.
Обозначена на карте Санкт-Петербургской губернии 1792 года А. М. Вильбрехта как деревня Ижорская.
Деревня являлась вотчиной императора Александра I, из которой в 1806—1807 годах были выставлены ратники Императорского батальона милиции.
На «Топографической карте окрестностей Санкт-Петербурга» Военно-топографического депо Главного штаба 1817 года она упомянута как деревня Малая Ижорская из 20 дворов.
Деревня Малая Ижорская из 19 дворов упоминается на «Топографической карте окрестностей Санкт-Петербурга» Ф. Ф. Шуберта 1831 года.

МАЛАЯ ИЖОРСКАЯ — деревня принадлежит государю великому князю Михаилу Павловичу, число жителей по ревизии: 54 м. п., 40 ж. п. (1838 год)

На этнографической карте Санкт-Петербургской губернии П. И. Кёппена 1849 года она обозначена как деревня «Kl. Ishorskaja», расположенная в ареале расселения ижоры. В пояснительном тексте к этнографической карте она записана как деревня Tieriikola (Малая Ижорская) и указано количество её жителей на 1848 год: ижоры — 61 м. п., 66 ж. п., всего 127 человек.

ИЖОРСКАЯ МАЛАЯ — деревня Ораниенбаумского дворцового правления, по просёлочной дороге, число дворов — 19, число душ — 62 м. п. (1856 год)

В 1860 году деревня Малая Ижорская насчитывала 22 двора.

ИЖОРСКАЯ МАЛАЯ — деревня Ораниенбаумского дворцового ведомства при колодцах, по левую сторону приморского просёлочного тракта в 15 верстах от Петергофа, число дворов — 24, число жителей: 63 м. п., 67 ж. п. (1862 год)

В июне 1872 года в деревне случился большой пожар, сгорело 94 постройки.

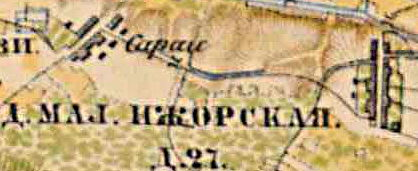
Деревня Малая Ижора на карте 1885 года

В 1885 году деревня Малая Ижорская насчитывала 27 дворов.
В конце XIX века деревня административно относилась к Ораниенбаумской волости 2-го стана Петергофского уезда Санкт-Петербургской губернии, в начале XX века — 3-го стана. По приходским данным население деревни было исключительно ижорским.
К 1913 году количество дворов увеличилось до 33.
С 1917 по 1922 год деревня входила в состав Пениковского сельсовета Ораниенбаумской волости Петергофского уезда.
С 1922 года в составе Броннинского сельсовета.
С 1923 года в составе Троцкого уезда.
Согласно данным переписи населения СССР 1926 года в деревне Малая Ижора проживали 154 человека — все русские.
С 1927 года в составе Ораниенбаумского района.
В 1928 году население деревни Малая Ижора составляло 191 человек.
По данным 1933 года деревня называлась Малая Ижора и входила в состав Бронинского сельсовета Ораниенбаумского района.

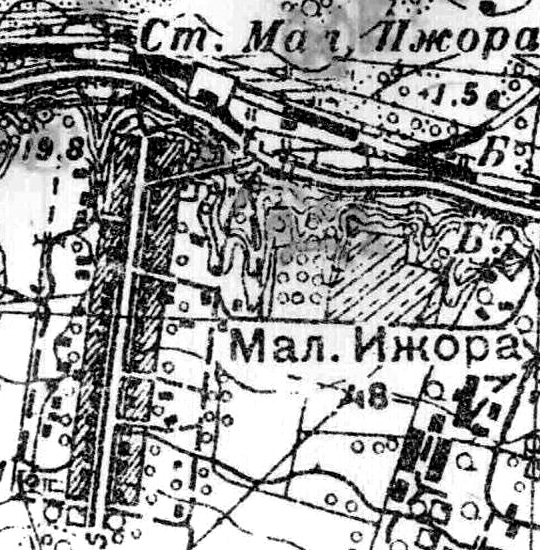
План деревни Малая Ижора. 1939 год

Согласно топографической карте 1939 года деревня насчитывала 48 дворов.
С 1963 года в составе Гатчинского района.
С 1965 года вновь в составе Ломоносовского района. В 1965 году население деревни Малая Ижора составляло 212 человек.
По данным 1966, 1973 и 1990 годов деревня Малая Ижора также входила в состав Бронинского сельсовета Ломоносовского района.
В 1997 году в деревне Малая Ижора Бронинской волости проживали 105 человек, в 2002 году — 89 человек (русские — 97 %).
В 2007 году в деревне Малая Ижора Пениковского СП — 113 человек.

## География
Деревня расположена в северной части района на автодороге 41А-007 (Санкт-Петербург — Ручьи) в месте примыкания к ней автодороги 41К-245 (Сойкино — Малая Ижора), к северу от административного центра поселения.
Расстояние до административного центра поселения — 1,5 км.
Расстояние до ближайшей железнодорожной станции Бронка — 0,5 км.

## Демография
| 1862 | 2002 | 2007 | 2010 | 2017 |
| ---- | ---- | ---- | ---- | ---- |
| 130  | ↘89  | ↗113 | ↗114 | ↘104 |

## Общественный транспорт
Через деревню проходит автобусный маршрут № 691. Также несколько маршрутов автобусов и маршрутных такси проходят по Краснофлотскому шоссе.
Рядом с деревней располагается станция Бронка.

## Достопримечательности
На берегу Финского залива у Малой Ижоры находится памятник в честь Малой Дороги жизни.

## Улицы
Садовый переулок, Счастливый переулок, Центральная.